# 162-я (тюркская) пехотная дивизия (вермахт)
162-я (тюркская) пехотная дивизия (нем. 162. (Turk.) Infanterie-Division) — тактическое соединение сухопутных войск нацистской Германии периода Второй мировой войны. Сформировано 23 мая 1943 года.

## Боевой путь дивизии
Дивизия была сформирована главнокомандованием вермахта в мае 1943 года на территории Генерал-губернаторства (юго-восточная часть довоенной Польши) из тюркоязычных граждан СССР — пленных и перебежчиков из Красной армии (азербайджанцев и среднеазиатов: узбеков, казахов, туркмен, киргизов). Весь офицерский состав и большинство унтер-офицеров в этой дивизии были из рейхсдойче (граждан Германии).
С осени 1943 года — дивизия дислоцировалась в Италии.
В 1944 году — дивизия вела бои против американо-британских войск в районе Римини.
В 1945 году — бои в районе Болоньи и Падуи. В мае 1945 года — дивизия сдалась британским войскам.

## Состав дивизии
- 303-й пехотный полк
- 314-й пехотный полк (командир — Исрафил-бей)
- 329-й пехотный полк
- 236-й артиллерийский полк
- противотанковый артиллерийский дивизион
- разведывательный батальон
- сапёрный батальон
- батальон связи

## Командиры дивизии
- с мая 1943 — генерал-майор Оскар риттер фон Нидермайер
- с 21 мая 1944 — генерал-лейтенант Ральф фон Хайгендорф